# Umari Pr. Akola
Umari Pr. Akola es una ciudad censal situada en el distrito de Akola en el estado de Maharashtra (India). Su población es de 6756 habitantes (2011). 

## Demografía
Según el censo de 2011 la población de Umari Pr. Akola era de 6756 habitantes, de los cuales 3527 eran hombres y 3229 eran mujeres. Umari Pr. Akola tiene una tasa media de alfabetización del 90,71%, superior a la media estatal del 92,03%: la alfabetización masculina es del 94,59%, y la alfabetización femenina del 86,47%.